# Homogryllacris gladiata
Homogryllacris gladiata is een rechtvleugelig insect uit de familie Gryllacrididae. De wetenschappelijke naam van deze soort is voor het eerst geldig gepubliceerd in 2007 door Liu.